# 쌈장

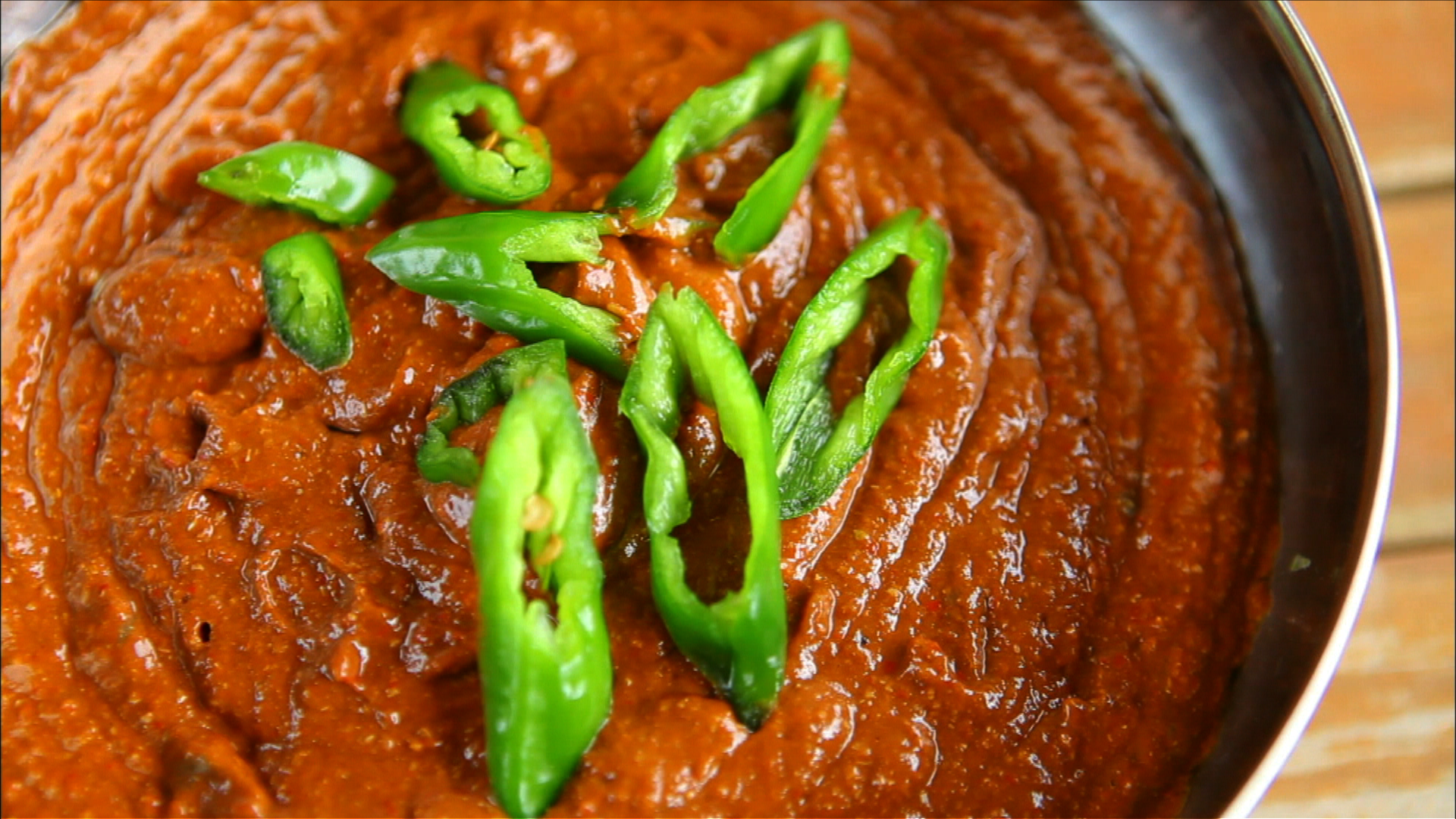
쌈장

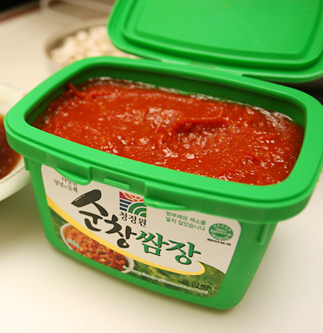
용기에 들어있는 쌈장

쌈장(쌈醬)은 쌈을 싸 먹을 때 쓰는 장을 말한다. 된장을 기초로 약간의 고추장과 깨, 참기름, 양파, 마늘, 파 등을 넣고 섞어서 만든다. 개인의 기호에 따라 해산물을 넣기도 하며 재료의 비율이 조금씩 달라지기도 한다. 된장이 지닌 특유의 강렬한 냄새와 고추장의 강한 매운맛도 함께 중화되면서 장류 중에서도 호불호가 극히 적은 대중적인 맛이 특징이다.

## 같이 보기
- 두장